# Wissenschaftszentrum Berlin für Sozialforschung
Das Wissenschaftszentrum Berlin für Sozialforschung (WZB; englisch WZB Berlin Social Science Center) in Berlin ist eine außeruniversitäre Forschungseinrichtung auf dem Gebiet der Sozialwissenschaften. Das 1969 gegründete Institut ist Mitglied der Leibniz-Gemeinschaft.

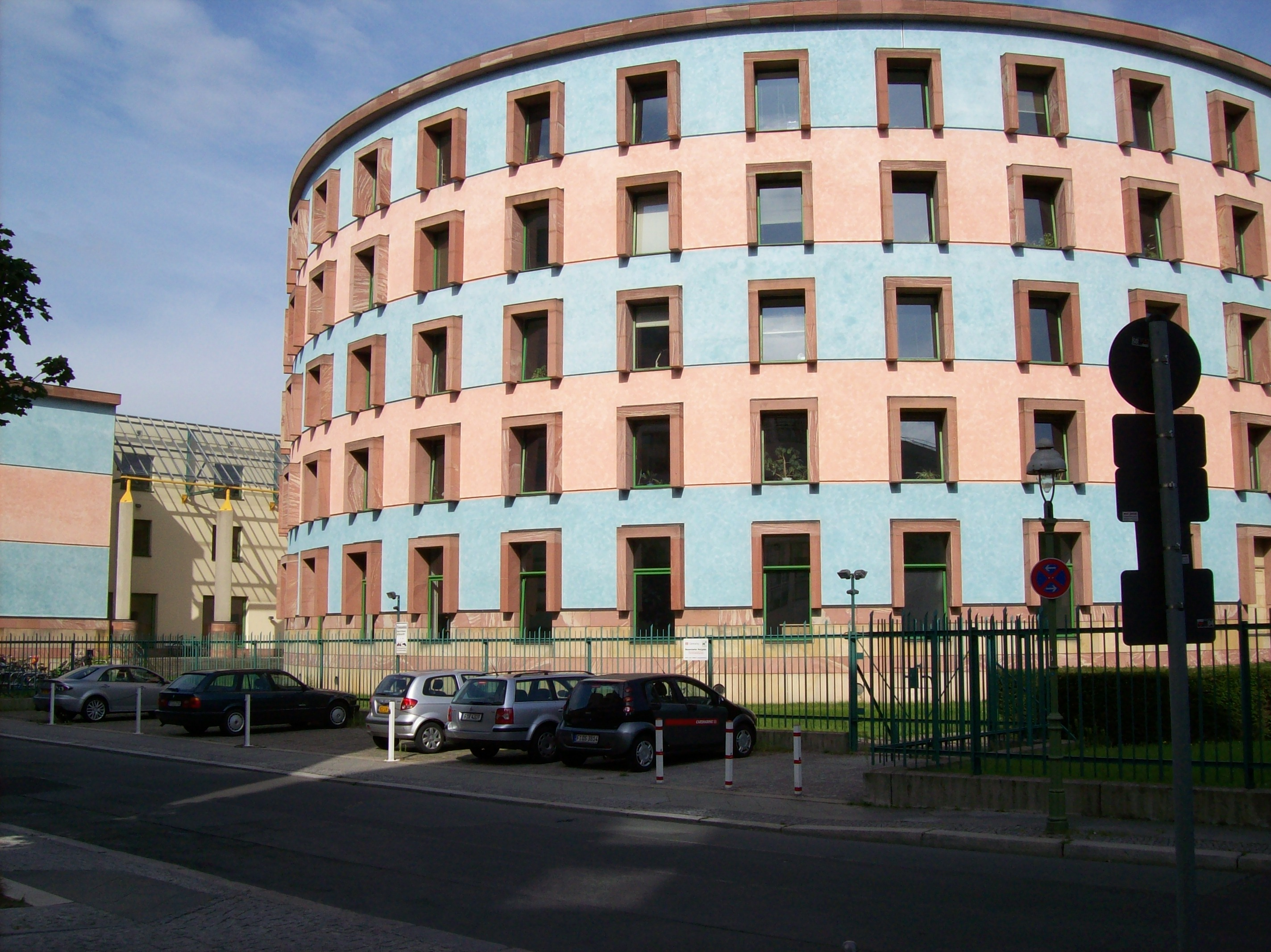
Wissenschaftszentrum Berlin für Sozialforschung

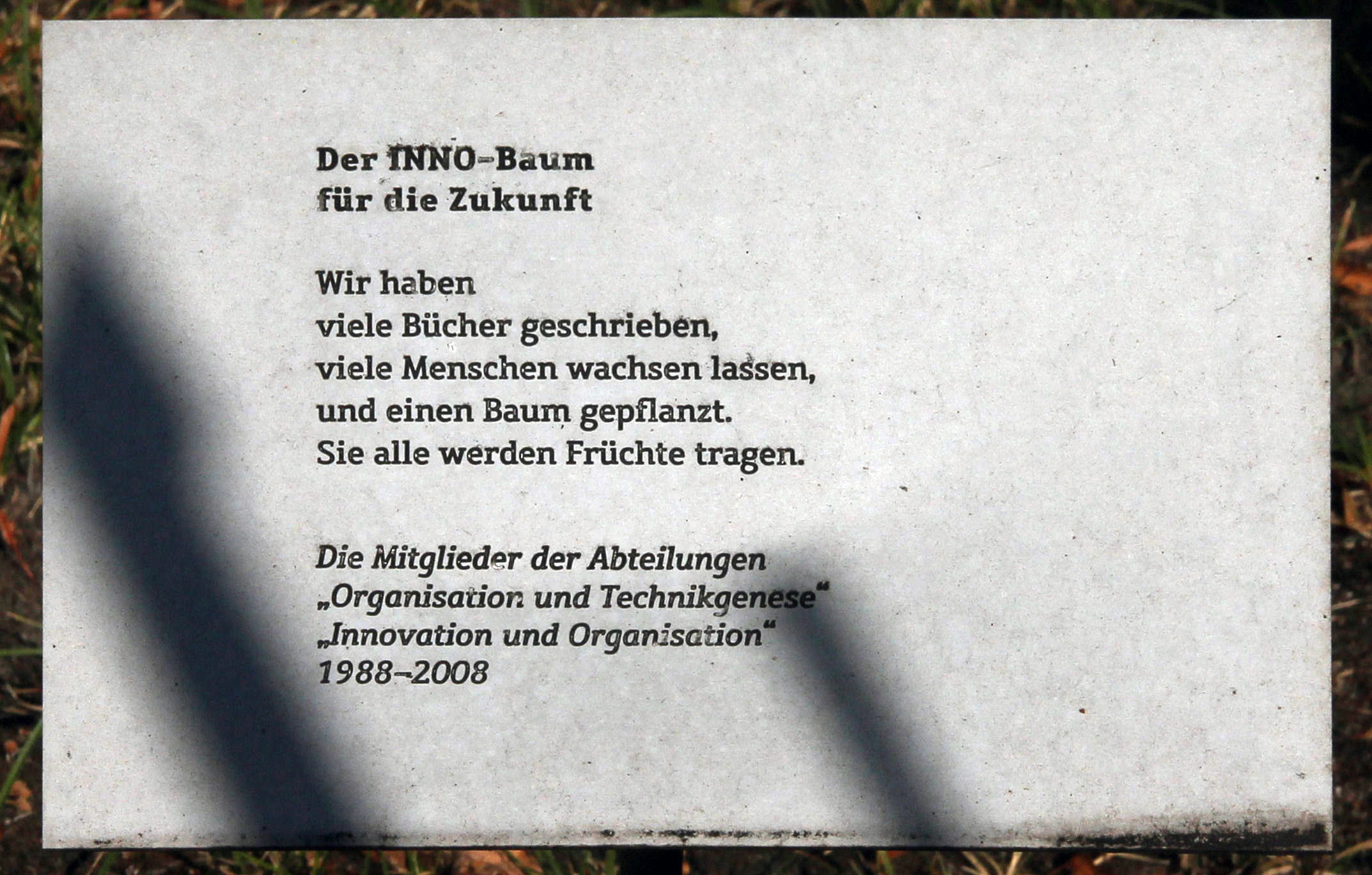
Gedenktafel für den INNO-Baum auf dem Gelände des Wissenschaftszentrum

## Organisation
Das WZB wurde 1969 auf Initiative von Bundestagsabgeordneten der SPD und der Union gegründet     und trug innerhalb der ersten Jahre den Namen International Institute of Management – Wissenschaftszentrum Berlin. Im WZB arbeiten rund 200 deutsche und ausländische Soziologen, Politologen, Wirtschaftswissenschaftler, Historiker, Statistiker, Informatiker und Rechtswissenschaftler zusammen. Am WZB wird problemorientierte Grundlagenforschung zu ausgewählten sozialen und politischen Themenfeldern betrieben. Im Mittelpunkt des Interesses stehen die westlichen Gesellschaften, Mittel- und Osteuropa sowie China. Von besonderem Gewicht sind Fragen der Globalisierung.
Das WZB gliedert sich in sieben Forschungsschwerpunkte:
1. Dynamiken sozialer Ungleichheiten
2. Markt und Entscheidung
3. Digitalisierung und gesellschaftlicher Wandel
4. Internationale Politik und Recht
5. Wandel politischer Systeme
6. Migration und Diversität
7. Politische Ökonomie der Entwicklung

Die Rechtsform des WZB ist eine gemeinnützige Gesellschaft mit beschränkter Haftung, die Trägerschaft teilen sich mit 75 % die Bundesrepublik Deutschland und 25 % das Land Berlin.
Das WZB kooperiert als außeruniversitäre Einrichtung eng mit den Berliner Universitäten. Viele Wissenschaftler sind dort zugleich Hochschullehrer oder haben Lehraufträge. Auch mit Forschungseinrichtungen im Ausland bestehen vielfältige Kooperationen.
Das WZB ist leitend für die Koordination des 2017 gegründeten Weizenbaum-Instituts für die vernetzte Gesellschaft zuständig.
Seit 1. September 2024 ist die Wirtschaftswissenschaftlerin Nicola Fuchs-Schündeln Präsidentin des WZB.
Am 17. Februar 2009 feierte das WZB sein 40-jähriges Bestehen im Roten Rathaus von Berlin. Nachdem die Gründung vor 40 Jahren umstritten war, hat sich das WZB mittlerweile als anerkannte Sozialforschungs-Einrichtung etabliert.
Das WZB bringt vierteljährlich die Zeitschrift WZB-Mitteilungen heraus.

## Bekannte Wissenschaftler und Gastwissenschaftler
- Lars-Hendrik Röller – Ökonom, von 1994 bis 2007 Leiter der Abteilung Wettbewerbsfähigkeit und industriellen Wandel[7]
- Wolfgang Merkel – Politikwissenschaftler, von 2004 bis 2020 Direktor der Abteilung Demokratie und Demokratisierung[8]
- Howard Aldrich – Soziologe: Visiting Scholar Sommer 1975 und 1980[9]
- Ralf Dahrendorf – Soziologe, Politiker und Publizist: 2005 bis 2009
- Karl W. Deutsch – Direktor am WZB von 1977 bis 1987
- Meinolf Dierkes – Soziologe: Präsident von 1980 bis 1987
- Gøsta Esping-Andersen – Soziologe, Politikwissenschaftler: Research Director 1985 bis 1986[10]
- Walter Goldberg – Wirtschaftswissenschaftler, Direktor am WZB von 1973 bis 1979
- William H. Starbuck – Physiker, Mathematiker und Organisationsforscher: 1971 bis 1974[11]
- Gerd Spittler – Soziologe und Ethnologe, Gastforscher, Oktober 2006 bis Februar 2007
- Ruud Koopmans – niederländischer Sozialwissenschaftler, leitete ab 2007 am WZB die Abteilung Migration, Integration und Transnationalisierung.

## Gebäude
Der Gebäudekomplex ist ein Entwurf der britischen Architekten James Stirling und Michael Wilford aus den Jahren 1979–1988 im Stil der Postmodernen Architektur. Er liegt am Reichpietschufer des Landwehrkanals im Ortsteil Tiergarten des Bezirks Mitte. Integriert wurde zur Uferstraße das einzige Gebäude, das in dieser Gegend den Zweiten Weltkrieg überstanden hatte: Das 1894 gebaute Reichsversicherungsamt im Stil der Neorenaissance. Das gesamte Projekt – bestehend aus Neubau und Umnutzung/Modernisierung des Altbaus – war Teil der Internationalen Bauausstellung 1987 (IBA 87). Als Kontaktarchitekten für Stirling und Wilford diente das Berliner Architekturbüro BJSS, als Tragwerksplaner der Bauingenieur Stefan Polónyi.

## A.SK Social Science Award
Das WZB vergibt seit 2007 alle zwei Jahre den ursprünglich mit 100.000, seit 2019 mit 200.000 US$ dotierten A.SK Social Science Award. Auf der Seite des WZB heißt es hierzu: „Der Preis würdigt Wissenschaftler, die in ihren Arbeiten einen Beitrag zu gesellschaftlichen und politischen Reformen leisten." Als erster Preisträger des A.SK Social Science Award wurde der britische Ökonom Anthony Atkinson 2007 für seine Forschungen über soziale Ungleichheit geehrt. 2009 erhielt die amerikanische Philosophin Martha C. Nussbaum den A.SK Social Science Award für ihre Forschungen über die Bedingungen menschlichen Zusammenlebens und soziale Gerechtigkeit. 2011 wurde mit Transparency International erstmals eine Institution ausgezeichnet. 2013 wurde der Preis an Paul Collier (Oxford University) verliehen für seine Forschungsarbeiten über ‚The Bottom Billion‘ der Weltbevölkerung. 2015 erhielt die französisch-amerikanische Entwicklungsökonomin Esther Duflo (Massachusetts Institute of Technology und Abdul Latif Jameel Poverty Action Lab in Cambridge) den Preis für ihre experimentellen Forschungsmethoden im Bereich Armutsbekämpfung. 2017 wurde der österreichisch-amerikanische Politikwissenschaftler John G. Ruggie ausgezeichnet. 2019 ging der Preis an den US-amerikanischen Ökonomen Raj Chetty. Zusätzlich wird aus den Erträgen des Stiftungskapitals ein Fellowship für Postdoktoranden finanziert. Es gibt jüngeren Sozialwissenschaftlern und Sozialwissenschaftlerinnen die Möglichkeit, ein Jahr – und in Ausnahmefällen länger – an einem Projekt zu arbeiten, das zur Entwicklung sozialer und politischer Reformen beiträgt. Die Preisträger und Stipendiaten werden von einer international besetzten Kommission ausgewählt.“

## Ehemalige Präsidenten des WZB
- Jutta Allmendinger (2007–2024)
- Jürgen Kocka (2001–2007)
- Friedhelm Neidhardt (1994–2000)
- Wolfgang Zapf (1987–1994)
- Meinolf Dierkes (1980–1987)

## Beteiligungen
Das Wissenschaftszentrum ist Gesellschafter der PD – Berater der öffentlichen Hand.
Zusammen mit dem Deutschen Institut für Wirtschaftsforschung, Deutschen Zentrum für Altersfragen und der Charité gründete das WZB im Jahr 2022 das Share Berlin Institute.